# Bretagne Classic 2020
De 84e editie van de Bretagne Classic werd verreden op dinsdag 25 augustus 2020, over een parcours van 247,8 kilometer. De wedstrijd maakte deel uit van de UCI World Tour. De vorige editie werd gewonnen door de Belg Sep Vanmarcke; hij werd opgevolgd door de Australiër Michael Matthews.
Vanwege de uitbraak van de Coronapandemie kregen veel wedstrijden een andere datum op de herziene kalender die halverwege het seizoen werd gepresenteerd. Zo werd de Ronde van Frankrijk 2020 verplaatst naar eind augustus en september. De Europese kampioenschappen wielrennen 2020 werden verplaatst van het Noord-Italiaanse Trento naar Plouay, in de week voor de Tour. De World-Tourwedstrijden Bretagne Classic (mannen) en GP de Plouay (vrouwen) werden geplaatst tussen de EK-tijdritten op maandag en de wegwedstrijden die van woensdag tot en met vrijdag plaatsvinden.

## Mannen

### Deelnemende Ploegen
Aan deze koers namen niet alle ploegen uit de UCI World Tour deel: Ineos, Jumbo-Visma en Bora gingen niet van start. Daarnaast namen er zes pro-continentale ploegen deel.

## Uitslag
| Bretagne Classic 2020 |                   |                          |          |
| Plaats                | Naam              | Ploeg                    | tijd     |
| Winnaar               | Michael Matthews  | Team Sunweb              | 6u01'15" |
| 2                     | Luka Mezgec       | Mitchelton-Scott         | z.t.     |
| 3                     | Florian Sénéchal  | Deceuninck–Quick-Step    | z.t.     |
| 4                     | Aimé De Gendt     | Circus-Wanty-Gobert      | z.t.     |
| 5                     | Alessandro Fedeli | NIPPO DELKO One Provence | z.t.     |
| 6                     | Quinn Simmons     | Trek-Segafredo           | z.t.     |
| 7                     | Nils Eekhoff      | Team Sunweb              | z.t.     |
| 8                     | Daniel McLay      | Arkéa Samsic             | z.t.     |
| 9                     | Anthony Roux      | Groupama-FDJ             | z.t.     |
| 10                    | Yukiya Arashiro   | Bahrain McLaren          | z.t.     |

Bretagne Classic: 1931 · 1932 · 1933 · 1934 · 1935 · 1936 · 1937 · 1938 · 1939 - 1944 · 1945 · 1946 · 1947 · 1948 · 1949 · 1950 · 1951 · 1952 · 1953 · 1954 · 1955 · 1956 · 1957 · 1958 · 1959 · 1960 · 1961 · 1962 · 1963 · 1964 · 1965 · 1966 · 1967 · 1968 · 1969 · 1970 · 1971 · 1972 · 1973 · 1974 · 1975 · 1976 · 1977 · 1978 · 1979 · 1980 · 1981 · 1982 · 1983 · 1984 · 1985 · 1986 · 1987 · 1988 · 1989 · 1990 · 1991 · 1992 · 1993 · 1994 · 1995 · 1996 · 1997 · 1998 · 1999 · 2000 · 2001 · 2002 · 2003 · 2004 · 2005 · 2006 · 2007 · 2008 · 2009 · 2010 · 2011 · 2012 · 2013 · 2014 · 2015 · 2016 · 2017 · 2018 · 2019 · 2020 · 2021 · 2022 · 2023 · 2024
Classic Lorient Agglomération: 1999 · 2000 · 2001 · 2002 · 2003 · 2004 · 2005 · 2006 · 2007 · 2008 · 2009 · 2010 · 2011 · 2012 · 2013 · 2014 · 2015 · 2016 · 2017 · 2018 · 2019 · 2020 · 2021 · 2022 · 2023 · 2024
Tour Down Under ·
Great Ocean Road Race ·
Ronde van de Verenigde Arabische Emiraten ·
Omloop Het Nieuwsblad ·
Parijs-Nice · 
Strade Bianche ·
Ronde van Polen ·
Milaan-San Remo ·
Ronde van Lombardije ·
Critérium du Dauphiné ·
Bretagne Classic ·
Ronde van Frankrijk ·
Tirreno-Adriatico · 
BinckBank Tour ·
Waalse Pijl ·
Ronde van Italië ·
Luik-Bastenaken-Luik ·
Gent-Wevelgem ·
Ronde van Vlaanderen ·
Ronde van Spanje ·
Driedaagse Brugge-De Panne

afgelaste wedstrijden: Parijs-Roubaix ·
Ronde van Guangxi ·
Ronde van Catalonië ·
E3 BinckBank Classic ·
Dwars door Vlaanderen ·
Ronde van het Baskenland ·
Eschborn-Frankfurt ·
Ronde van Romandië ·
Ronde van Zwitserland ·
Clásica San Sebastián ·
RideLondon Classic ·
EuroEyes Cyclassics ·
GP Quebec ·
GP Montreal ·
Amstel Gold Race